# اچ.ام. هاروود
اچ. ام. هاروود (انگلیسی: H. M. Harwood؛ ‏ ۲۹ مارس ۱۸۷۴ – ۲۰ آوریل ۱۹۵۹) فیلم‌نامه‌نویس، سرمایه‌گذار، مدیر تئاتر و کارگردان نمایش اهل بریتانیا بود.
از فیلم‌هایی که وی در آن‌ها نقش داشته است، می‌توان به  دوک آهنی و ملکه کریستینا اشاره نمود.